# Festival de la Linterna de Seúl

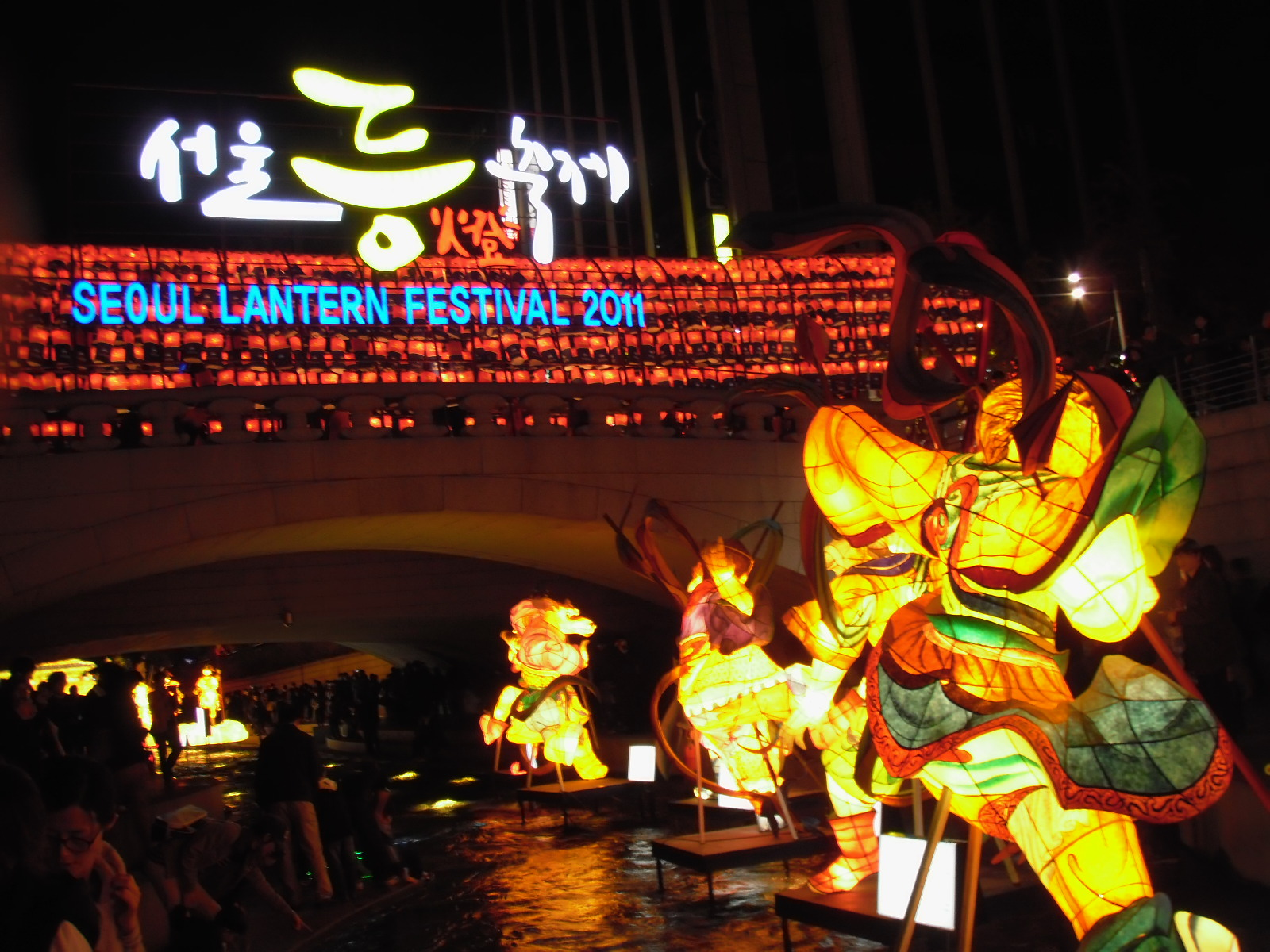
Festival de la Linterna de Seúl del 2011

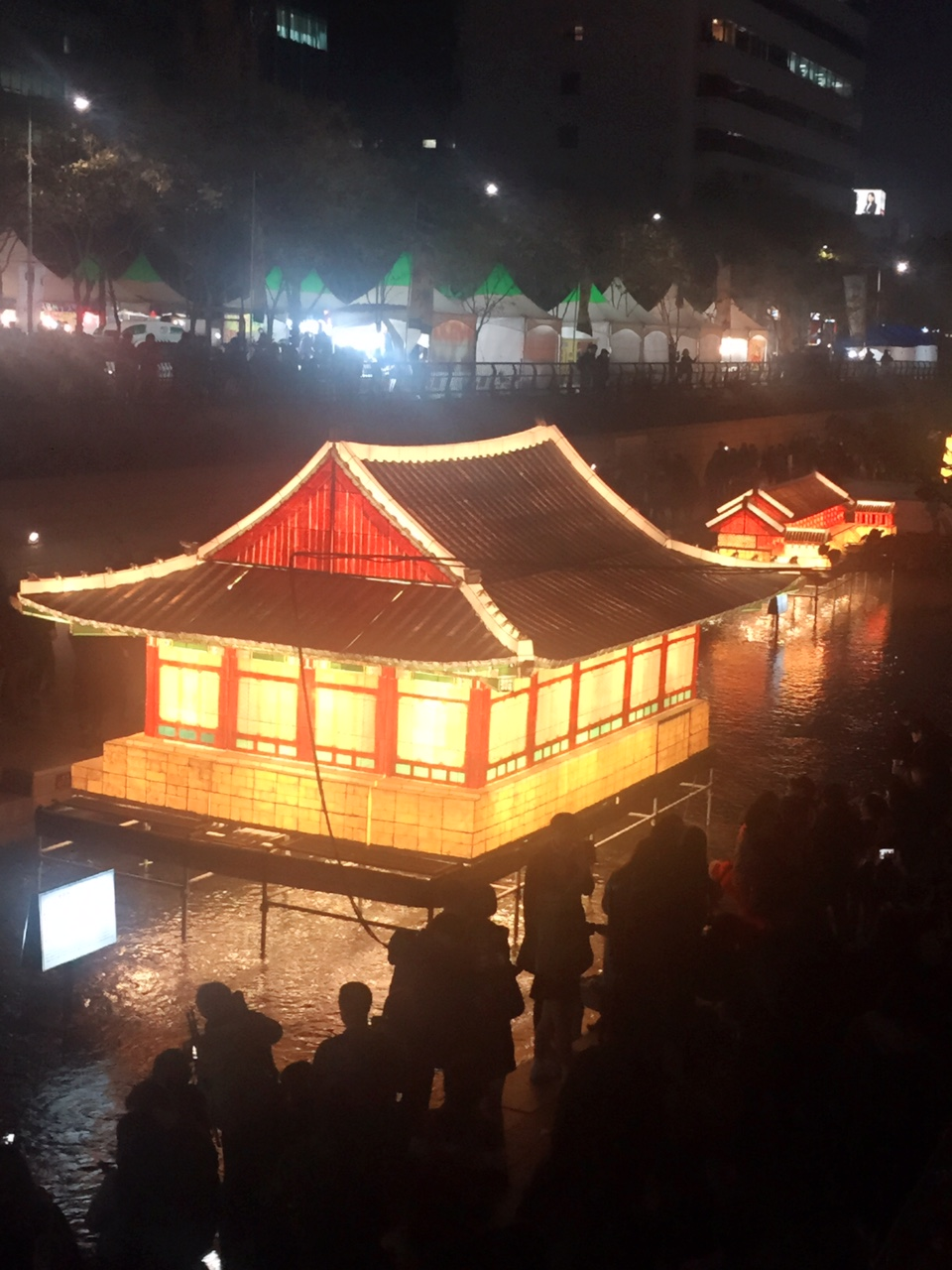
Festival de la Linterna de Seúl del 2015

El Festival de la Linterna de Seúl es un festival que se celebra cada noviembre en Seúl (Corea del Sur) en el que cientos de linternas decoran el espacio recreativo público de Cheonggyecheon.

## Introducción
El Festival de la Linterna de Seúl empezó en el año 2009 y tiene una duración de dos semanas. El festival empieza el viernes de la primera semana de noviembre y cubre el centro de Seúl de luces relucientes que iluminan las noches de la ciudad a principios de invierno. Los visitantes podrán disfrutar de distintos tipos de linternas expuestas desde la plaza de Cheonggvecheon al Puente de Supyogyo (1,2 kilómetros).

## Programa
El Festival de la Linterna de Seúl cambia de temática cada año.

### 2009

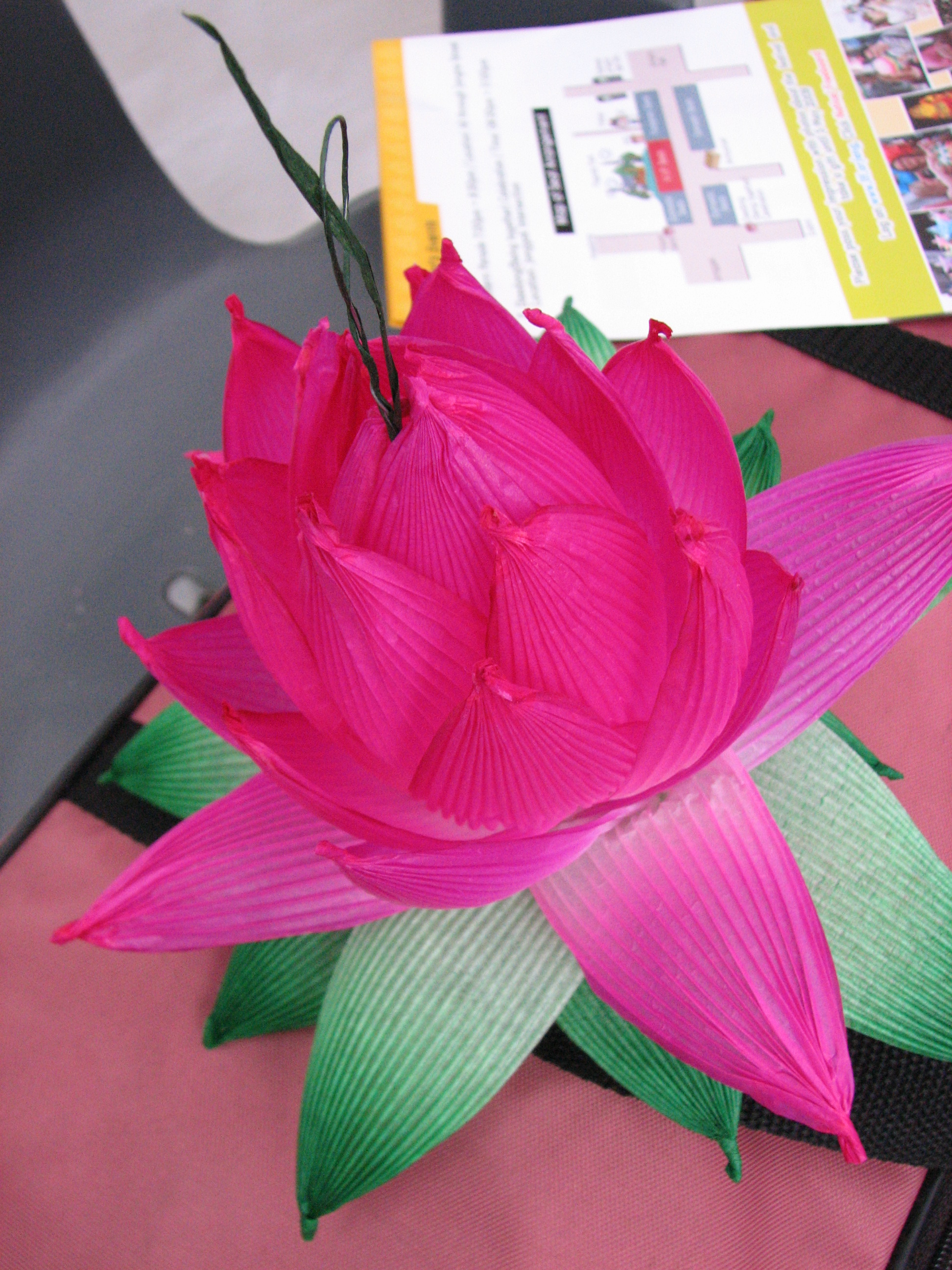
Linterna con forma de flor de loto en el Festival de la Linterna de Seúl del 2009

La primera edición del Festival de la Linterna de Seúl celebró el Visit Korea Year 2010 to 2012 a lo largo de 5 días. El festival tuvo cuatro temáticas, que estaban relacionadas con los ryu coreanos.  
- Temática 1: Zona de Gyoryu (Zona de intercambio)
- Temática 2: Zona de Wonryu (Zona de nacimiento)
- Temática 3: Zona de Hanryu (Zona Korean wave)
- Temática 4: Zona de Ilryu (Zona de primera clase)[3]

### 2010
La segunda edición del Festival de la Linterna de Seúl atrajo 2,3 millones de visitantes, incluidos alrededor de 370 000 turistas extranjeros. Las linternas de papel expuestas en el festival provinieron de 24 países distintos como: Corea, Japón, China, Taiwán, Filipinas, Hong Kong, Singapur, Nueva Zelanda y Malasia. Originalmente se planeó que el festival durara 10 días, pero la presión pública, mayoritariamente de los turistas extranjeros, convenció a los organizadores de prolongar el festival siete días más.
- Temática: Seúl, el bosque del rayo de la esperanza.[6]

### 2011

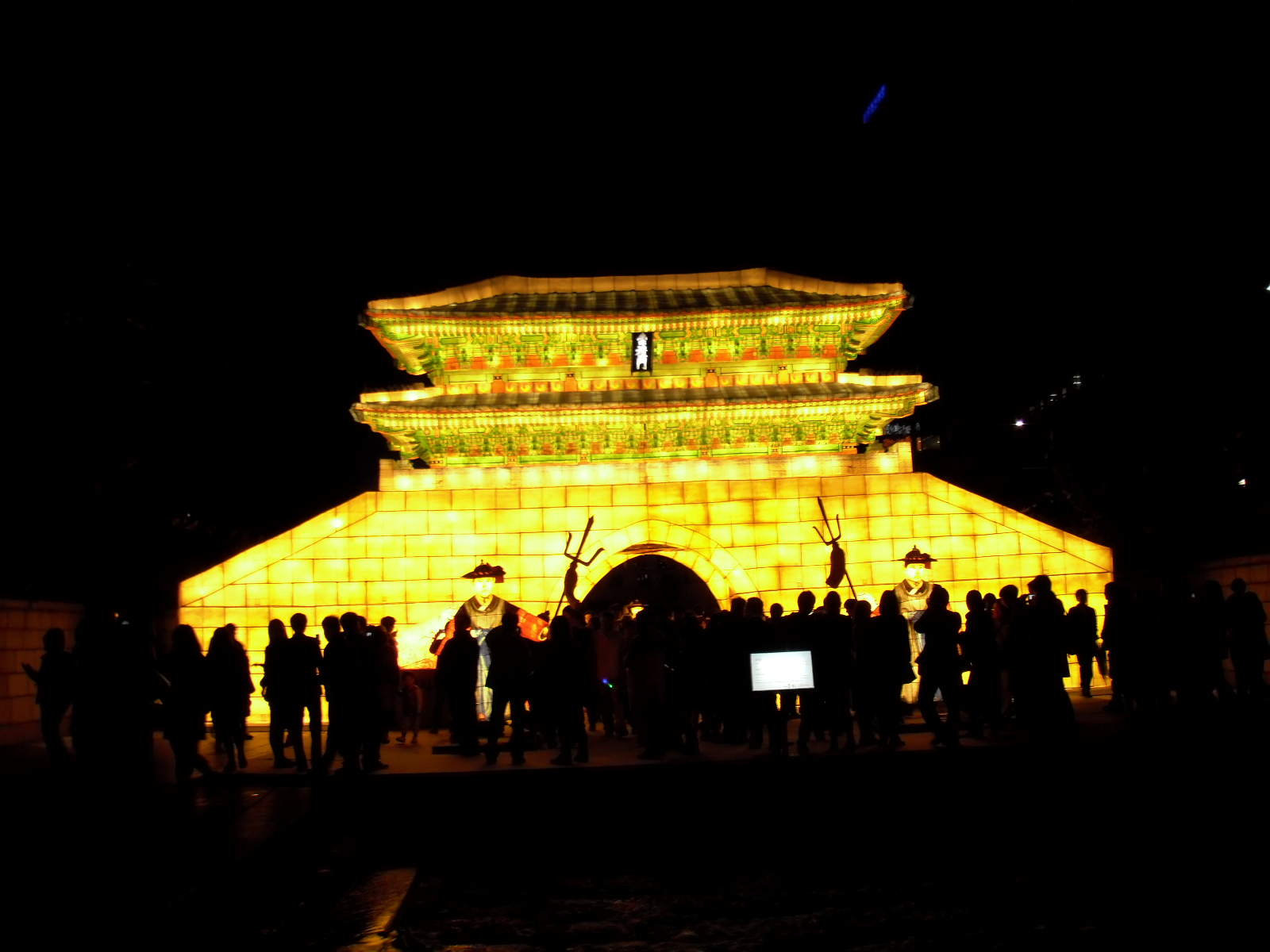
Festival de la Linterna de Seúl del 2011

La temática principal de la edición del 2011 fue La historia de Seúl a través de linternas o … Contado con luz (literalmente, Una historia antigua de Seúl con linternas). El arte de las linternas contaba la historia de Corea desde la dinastía Joseon hasta la época moderna, con especial atención a las historias contadas para niños.
- Temática 1: Historia de Corea
- Temática 2: Recuerdo de la infancia
- Temática 3: Personajes para niños[7]

### 2012

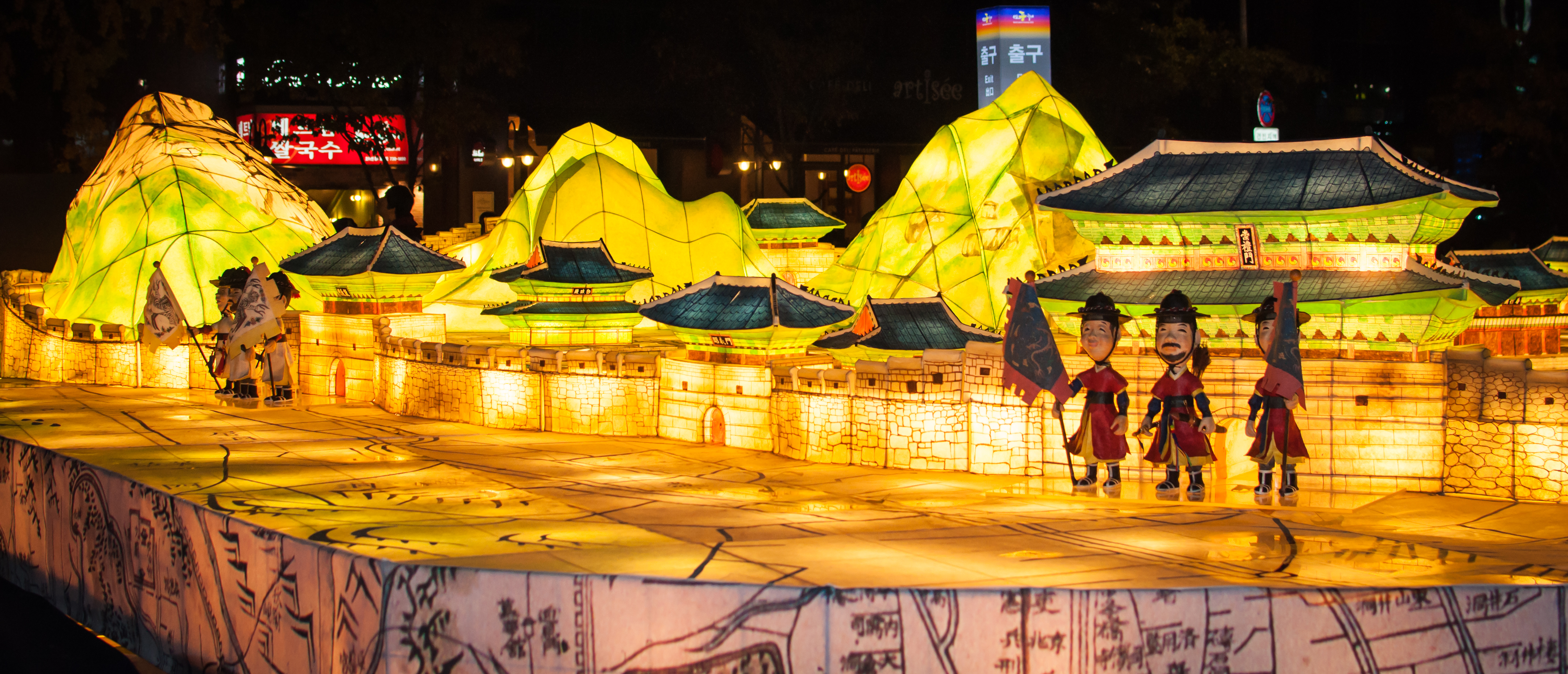
Festival de la Linterna de Seúl del 2012

Las raíces de Seúl, la vida de los ancestros fue la temática para 2012, que duró nuevamente un total de 17 días con las linternas encendidas desde las 17:00 a las 23:00. La exhibición, que puso énfasis en el diseño, el color y la atmósfera exótica que crean las linternas, se extendió a lo largo de más de 1,5 kilómetros e incluyó más de 35 000 luces procedentes de distintas ciudades y condados de toda Corea (incluidas Suncheon, Namwon, Uiryeong, Inje, Yeongju y Yeongwol, entre otras) así como Japón, Filipinas y Singapur.
- Temática 1: El Muro de la Fortaleza de Seúl
- Temática 2: La historia de los ancestros que lideraron Joseon durante 200 años
- Temática 3: La vida de los habitantes de Joseon
- Temática 4: Seúl abierto[15]

### 2013

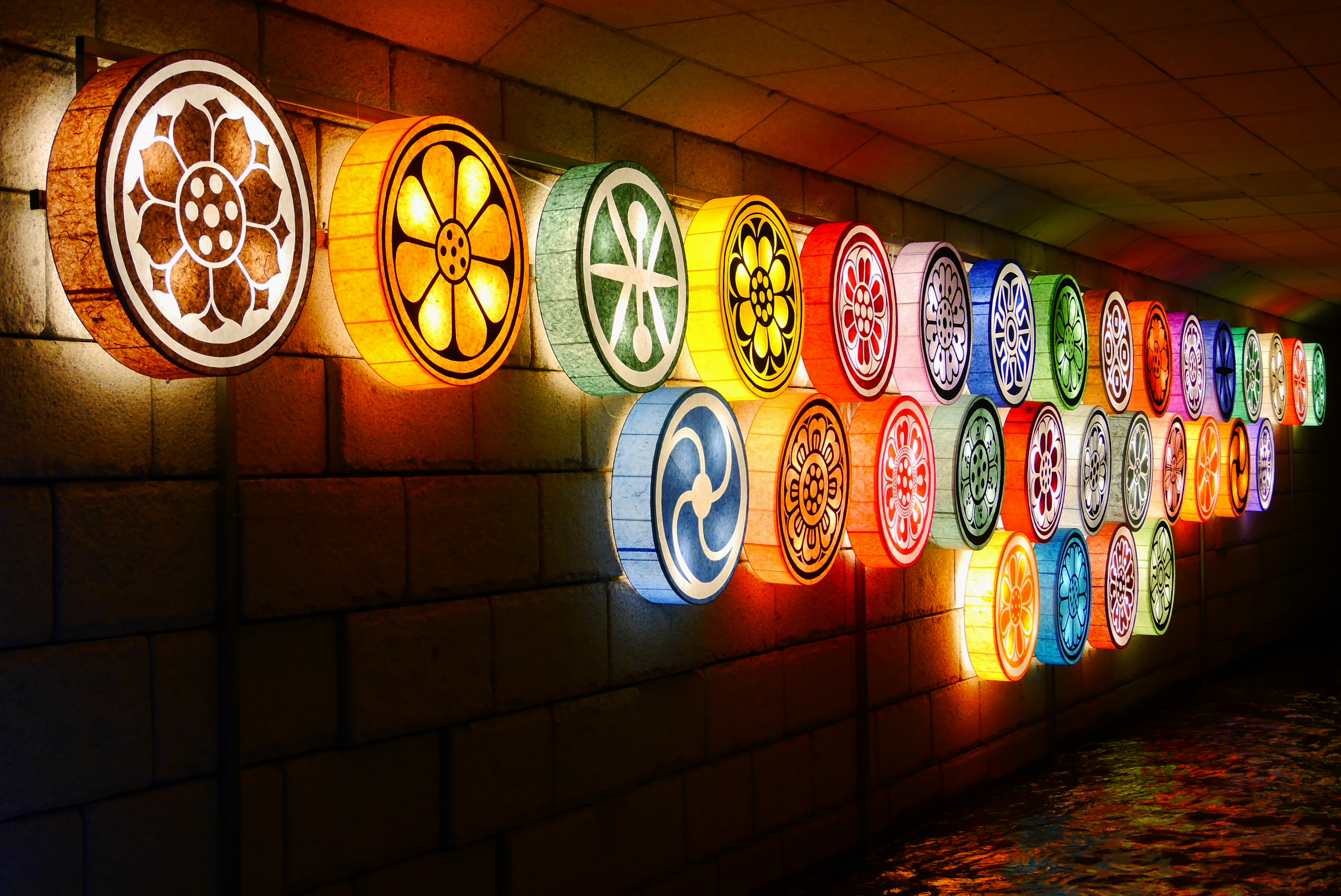
Cilindros de oración en el festival del 2013

La quinta edición del Festival de la Linterna de Seúl tuvo como temática principal El sueño milenario de Hanseong Baekje  y abrió sus puertas del 1 hasta el 11 de noviembre. Durante esta edición del festival, los visitantes podían hacer linternas hanji, presenciar actuaciones musicales y disfrutar de otras actividades y eventos a lo largo de la plaza Cheonggye y otras ubicaciones en Seúl. Debido a la prosperidad que Geunchogo de Baekje proporcionó al país durante el período de su reinado, el espectáculo musical y el desfile de bienvenida del festival de 2013 se basaron en su vida. Además, se colocó una linterna moderna en forma de halcón que simbolizaba la valentía del reino de Baekje, uno de los Tres Reinos de Corea.
- Temática 1: 500 años de Hanseong Baekje
- Temática 2: Periodo Woongjin (Gongju) y Periodo Baekje
- Temática 3: Periodo Buyeo Baekje
- Temática 4: La armonía, el espíritu de Baekje[20]

### 2014

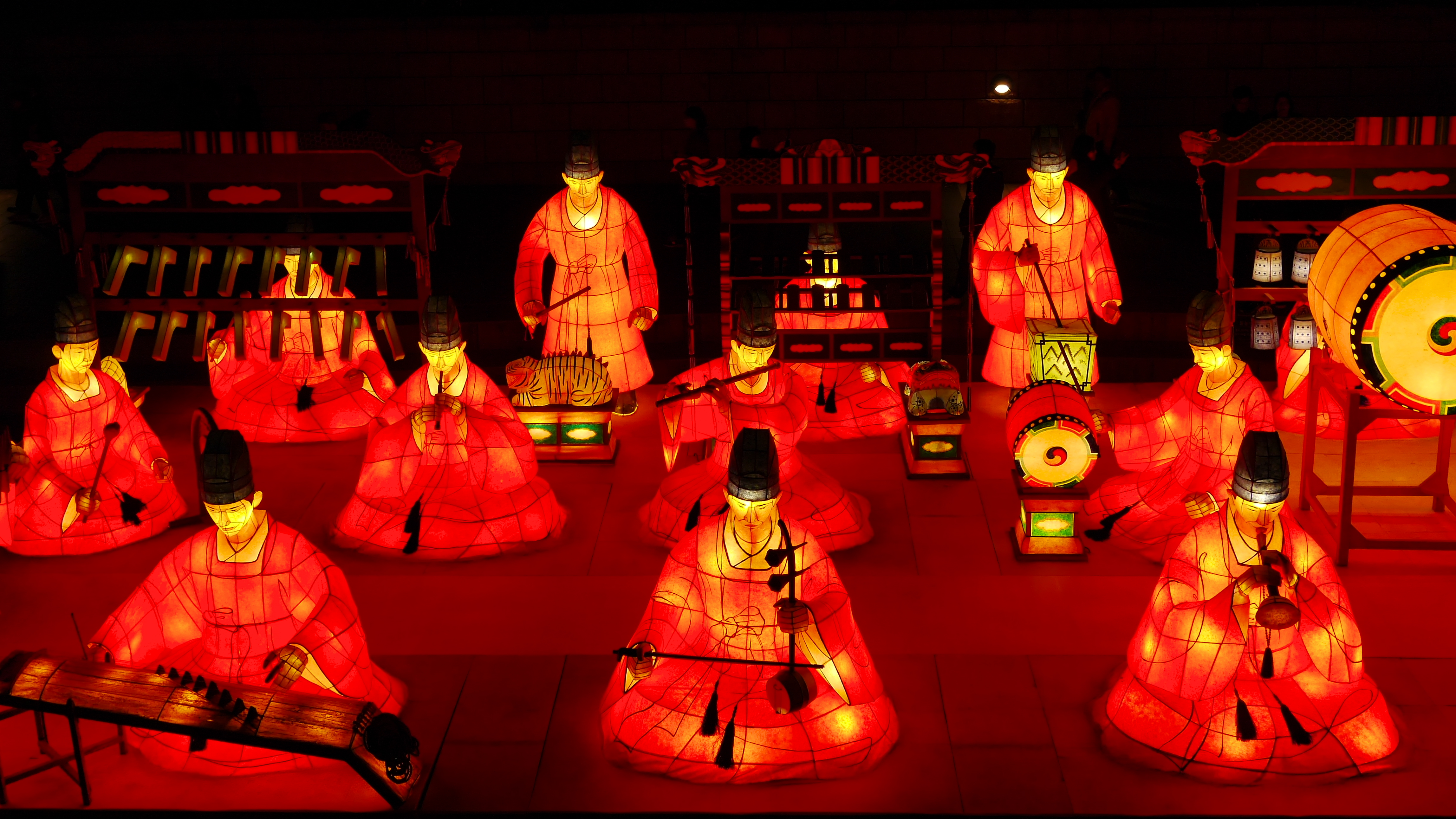
Festival de la Linterna de Seúl del 2014

El Festival de la Linterna de Seúl cambió su nombre coreano en el año 2014 a El Festival Bitchorong de Seúl, pero no hubo ningún cambio en su nombre anglosajón. De acuerdo con la comisión organizadora del evento, el nombre coreano se cambió debido a que el festival se expandió para poder incluir luces modernas (como las luces LED), junto con las linternas tradicionales. El evento se celebraba desde la plaza Cheonggye hasta el Puente de Supyogyo (con una extensión de 1,2 kilómetros en total) y exhibió unas 30 000 bombillas y unas 300 linternas de 58 tipos de artes lumínicas. Además, el árbol de los deseos que está expuesto en el puente de Kwangtong medía más de 8 metros y contenía tanto los deseos de los ciudadanos de Seúl como los de los visitantes extranjeros. Por consiguiente, alrededor de 3,14 millones de visitantes disfrutaron del Festival de la Linterna de Seúl en el año 2014. La cifra total de visitantes incrementó en un 25 % en comparación con el año anterior, lo que convierte a esta edición del Festival de la Linterna de Seúl en la edición con la cifra más alta de visitantes hasta la fecha.
El total de visitantes extranjeros ronda los 630 000 y este índice ha aumentado un 16 % respecto al año anterior.
- Temática 1: El maravilloso patrimonio mundial de Seúl
- Temática 2: Invitación del gobierno local y del extranjero
- Temática 3: Personajes famosos
- Temática 4: Light art[25]

### 2015

Dragones en el festival del 2015

- Temática 1: El maravilloso patrimonio mundial de Seúl
- Temática 2: Invitaciones a gobiernos locales e internacionales
- Temática 3: La empresa y el personaje
- Temática 4: Espectáculo de Light art

## Ubicación

### En metro
- Líneas 1 y 2 City Hall Station, salida 1
- Línea 5 Gwanghwamun Station, salida 5
- Línea 1 Jonggak Station, salidas 4 y 5
- Línea 2 Euljiro 1(il)-ga Station, salidas 2 y 3
- Línea 2 Euljiro 3(sam)-ga Station, salidas 1, 2, 4 y 5

## Críticas
El Festival de la Linterna de Seúl se organizó justo a tiempo para celebrar la campaña Visit Korea Year 2010 to 2012. A partir de entonces, se decidió organizar el Festival de la Linterna de Seúl de manera anual y, como respuesta, la ciudad de Jinju lo criticó severamente. Dijeron que el Festival de la Linterna de Seúl era una copia de su Festival de Faroles del Río Namgang, que también se celebra de manera anual y que comenzó en el año 2000 como réquiem público y como una ocasión para realizar un rito de rezo tradicional en honor a unos 70 000 soldados y civiles que fallecieron en la segunda batalla del asedio al castillo de Jinju en 1593. Más de 20 asociaciones de Jinju pidieron que el Festival de la Linterna de Seúl se cancelara, hubo una protesta unipersonal frente al ayuntamiento de Seúl y hasta una asamblea en la estación de la misma ciudad. Como resultado, las ciudades de Seúl y Jinju se pusieron de acuerdo en cambiar el nombre en coreano del Festival de la Linterna de Seúl, diferenciando así este festival del Festival de Faroles del Río Namgang.